# Liga Profesional de Béisbol Colombiano 2021-22
La Liga Profesional de Béisbol Colombiano 2021-22 llamada también Liga Profesional Colombiana de Béisbol fue la cuadragésima sexta edición del béisbol invernal profesional en Colombia. El campeón Caimanes de Barranquilla participó en la Serie del Caribe 2022 en la que saldrían campeones, además, jugará la Baseball Champions League 2023 como campeón de esta edición.

## Novedades
- Toros de Sincelejo se ausenta del torneo por segunda vez consecutiva por remodelaciones en su estadio.

## Derechos de transmisión
Telecaribe y Telecaribe PLUS han transmitido todos los partidos del béisbol colombiano en señal abierta para la Región Caribe y en señal cerrada para toda Colombia, los juegos en el 18 de Junio no fueron transmitidos al no tener recursos para llevar el equipo de transmisión hacia Montería, desde el 8 de diciembre, beisbolcolombia.tv transmite a nivel mundial todos los partidos del beisbol colombiano y a partir del 12 de diciembre, ByM Sport transmite algunos partidos dependiendo de su disponibilidad.

## Temporada regular
Disputada a partir del 13 de noviembre al 28 de diciembre de 2021.

### Posiciones
| Pos | Equipo                   | J  | V  | D  | Avg  | PD |
| --- | ------------------------ | -- | -- | -- | ---- | -- |
| 1.  | Caimanes de Barranquilla | 36 | 23 | 13 | .639 |    |
| 2.  | Vaqueros de Montería     | 36 | 22 | 14 | .611 | 1  |
| 3.  | Gigantes de Barranquilla | 36 | 19 | 17 | .528 | 4  |
| 4.  | Tigres de Cartagena      | 36 | 8  | 28 | .222 | 15 |

|  |                              |
|  | Clasificados al Round Robin. |
|  | Eliminado del torneo.        |

### Resultados
| Semana 1 - 13 al 19 de noviembre | Semana 1 - 13 al 19 de noviembre | Semana 1 - 13 al 19 de noviembre | Semana 1 - 13 al 19 de noviembre | Semana 1 - 13 al 19 de noviembre | Semana 1 - 13 al 19 de noviembre |
| Visitante                        | Resultado                        | Local                            | Estadio                          | Fecha                            | Hora                             |
| -------------------------------- | -------------------------------- | -------------------------------- | -------------------------------- | -------------------------------- | -------------------------------- |
| Tigres                           | 2 : 3                            | Vaqueros                         | Édgar Rentería, Barranquilla     | 13 de noviembre                  | 13:00                            |
| Gigantes                         | 2 : 3                            | Caimanes                         | Édgar Rentería, Barranquilla     | 13 de noviembre                  | 18:00                            |
| Vaqueros                         | 7 : 5                            | Gigantes                         | Édgar Rentería, Barranquilla     | 14 de noviembre                  | 12:00                            |
| Tigres                           | 3 : 5                            | Caimanes                         | Édgar Rentería, Barranquilla     | 14 de noviembre                  | 18:00                            |
| Gigantes                         | 4 : 5                            | Tigres                           | Édgar Rentería, Barranquilla     | 15 de noviembre                  | 12:00                            |
| Vaqueros                         | 10 : 0                           | Caimanes                         | Édgar Rentería, Barranquilla     | 15 de noviembre                  | 17:00                            |
| Caimanes                         | 1 : 5                            | Gigantes                         | Édgar Rentería, Barranquilla     | 16 de noviembre                  | 14:30                            |
| Vaqueros                         | 17 : 3                           | Tigres                           | Édgar Rentería, Barranquilla     | 16 de noviembre                  | 20:00                            |
| Caimanes                         | 4 : 2                            | Tigres                           | Édgar Rentería, Barranquilla     | 17 de noviembre                  | 14:30                            |
| Gigantes                         | 7 : 8                            | Vaqueros                         | Édgar Rentería, Barranquilla     | 17 de noviembre                  | 19:30                            |
| Caimanes                         | 6 : 7                            | Vaqueros                         | Édgar Rentería, Barranquilla     | 18 de noviembre                  | 14:30                            |
| Tigres                           | 3 : 6                            | Gigantes                         | Édgar Rentería, Barranquilla     | 18 de noviembre                  | 19:30                            |
| Gigantes                         | 6 : 18                           | Caimanes                         | Édgar Rentería, Barranquilla     | 19 de noviembre                  | 14:30                            |
| Tigres                           | 1 : 0                            | Vaqueros                         | Édgar Rentería, Barranquilla     | 19 de noviembre                  | 20:00                            |

| Semana 2 - 20 al 22 de noviembre | Semana 2 - 20 al 22 de noviembre | Semana 2 - 20 al 22 de noviembre | Semana 2 - 20 al 22 de noviembre | Semana 2 - 20 al 22 de noviembre | Semana 2 - 20 al 22 de noviembre |
| Visitante                        | Resultado                        | Local                            | Estadio                          | Fecha                            | Hora                             |
| -------------------------------- | -------------------------------- | -------------------------------- | -------------------------------- | -------------------------------- | -------------------------------- |
| Vaqueros                         | 9 : 2                            | Gigantes                         | Édgar Rentería, Barranquilla     | 20 de noviembre                  | 13:00                            |
| Tigres                           | 9 : 5                            | Caimanes                         | Édgar Rentería, Barranquilla     | 20 de noviembre                  | 18:00                            |
| Gigantes                         | 8 : 4                            | Tigres                           | Édgar Rentería, Barranquilla     | 21 de noviembre                  | 12:00                            |
| Vaqueros                         | 9 : 0                            | Caimanes                         | Édgar Rentería, Barranquilla     | 21 de noviembre                  | 17:00                            |
| Vaqueros                         | 4 : 2                            | Tigres                           | Édgar Rentería, Barranquilla     | 22 de noviembre                  | 14:30                            |
| Caimanes                         | 8 : 5                            | Gigantes                         | Édgar Rentería, Barranquilla     | 22 de noviembre                  | 19:30                            |

| Semana 3 - 26 al 30 de noviembre | Semana 3 - 26 al 30 de noviembre | Semana 3 - 26 al 30 de noviembre | Semana 3 - 26 al 30 de noviembre | Semana 3 - 26 al 30 de noviembre | Semana 3 - 26 al 30 de noviembre |
| Visitante                        | Resultado                        | Local                            | Estadio                          | Fecha                            | Hora                             |
| -------------------------------- | -------------------------------- | -------------------------------- | -------------------------------- | -------------------------------- | -------------------------------- |
| Caimanes                         | 5 : 4                            | Tigres                           | Dieciocho de Junio, Montería     | 26 de noviembre                  | 14:30                            |
| Gigantes                         | 4 : 1                            | Vaqueros                         | Dieciocho de Junio, Montería     | 26 de noviembre                  | 19:30                            |
| Caimanes                         | 14 : 12                          | Vaqueros                         | Dieciocho de Junio, Montería     | 27 de noviembre                  | 13:00                            |
| Tigres                           | 1 : 3                            | Gigantes                         | Dieciocho de Junio, Montería     | 27 de noviembre                  | 18:00                            |
| Tigres                           | 0 : 12                           | Vaqueros                         | Dieciocho de Junio, Montería     | 28 de noviembre                  | 12:00                            |
| Gigantes                         | 4 : 3                            | Caimanes                         | Dieciocho de Junio, Montería     | 28 de noviembre                  | 17:00                            |
| Tigres                           | 7 : 8                            | Caimanes                         | Dieciocho de Junio, Montería     | 29 de noviembre                  | 14:30                            |
| Vaqueros                         | 4 : 1                            | Gigantes                         | Dieciocho de Junio, Montería     | 29 de noviembre                  | 19:30                            |
| Gigantes                         | 9 : 17                           | Tigres                           | Dieciocho de Junio, Montería     | 30 de noviembre                  | 14:30                            |
| Vaqueros                         | 7 : 6                            | Caimanes                         | Dieciocho de Junio, Montería     | 30 de noviembre                  | 19:30                            |

| Semana 4 - 1 al 5 de diciembre | Semana 4 - 1 al 5 de diciembre | Semana 4 - 1 al 5 de diciembre | Semana 4 - 1 al 5 de diciembre | Semana 4 - 1 al 5 de diciembre | Semana 4 - 1 al 5 de diciembre |
| Visitante                      | Resultado                      | Local                          | Estadio                        | Fecha                          | Hora                           |
| ------------------------------ | ------------------------------ | ------------------------------ | ------------------------------ | ------------------------------ | ------------------------------ |
| Caimanes                       | 7 : 6                          | Gigantes                       | Dieciocho de Junio, Montería   | 1 de diciembre                 | 14:30                          |
| Vaqueros                       | 9 : 3                          | Tigres                         | Dieciocho de Junio, Montería   | 1 de diciembre                 | 19:30                          |
| Caimanes                       | 5 : 6                          | Tigres                         | Dieciocho de Junio, Montería   | 2 de diciembre                 | 14:30                          |
| Gigantes                       | 8 : 6                          | Vaqueros                       | Dieciocho de Junio, Montería   | 2 de diciembre                 | 19:30                          |
| Tigres                         | 4 : 10                         | Gigantes                       | Dieciocho de Junio, Montería   | 3 de diciembre                 | 14:30                          |
| Caimanes                       | 4 : 5                          | Vaqueros                       | Dieciocho de Junio, Montería   | 3 de diciembre                 | 19:30                          |
| Gigantes                       | 3 : 7                          | Caimanes                       | Dieciocho de Junio, Montería   | 4 de diciembre                 | 13:00                          |
| Tigres                         | 7 : 5                          | Vaqueros                       | Dieciocho de Junio, Montería   | 4 de diciembre                 | 18:00                          |
| Tigres                         | 1 : 5                          | Caimanes                       | Dieciocho de Junio, Montería   | 5 de diciembre                 | 12:00                          |
| Vaqueros                       | 7 : 13                         | Gigantes                       | Dieciocho de Junio, Montería   | 5 de diciembre                 | 17:00                          |

| Semana 5 - 8 al 12 de diciembre | Semana 5 - 8 al 12 de diciembre | Semana 5 - 8 al 12 de diciembre | Semana 5 - 8 al 12 de diciembre | Semana 5 - 8 al 12 de diciembre | Semana 5 - 8 al 12 de diciembre |
| Visitante                       | Resultado                       | Local                           | Estadio                         | Fecha                           | Hora                            |
| ------------------------------- | ------------------------------- | ------------------------------- | ------------------------------- | ------------------------------- | ------------------------------- |
| Vaqueros                        | 7 : 3                           | Tigres                          | Édgar Rentería, Barranquilla    | 8 de diciembre                  | 12:00                           |
| Caimanes                        | 2 : 3                           | Gigantes                        | Édgar Rentería, Barranquilla    | 8 de diciembre                  | 17:00                           |
| Gigantes                        | 6 : 3                           | Vaqueros                        | Édgar Rentería, Barranquilla    | 9 de diciembre                  | 14:30                           |
| Caimanes                        | 6 : 5                           | Tigres                          | Édgar Rentería, Barranquilla    | 9 de diciembre                  | 19:30                           |
| Caimanes                        | 3 : 1                           | Vaqueros                        | Édgar Rentería, Barranquilla    | 10 de diciembre                 | 14:30                           |
| Tigres                          | 5 : 1                           | Gigantes                        | Édgar Rentería, Barranquilla    | 10 de diciembre                 | 20:00                           |
| Gigantes                        | 0 : 10                          | Caimanes                        | Édgar Rentería, Barranquilla    | 11 de diciembre                 | 13:00                           |
| Tigres                          | 2 : 5                           | Vaqueros                        | Édgar Rentería, Barranquilla    | 11 de diciembre                 | 18:00                           |
| Vaqueros                        | 9 : 1                           | Gigantes                        | Édgar Rentería, Barranquilla    | 12 de diciembre                 | 12:00                           |
| Tigres                          | 0 : 7                           | Caimanes                        | Édgar Rentería, Barranquilla    | 12 de diciembre                 | 17:00                           |

| Semana 6 - 13 al 19 de diciembre | Semana 6 - 13 al 19 de diciembre | Semana 6 - 13 al 19 de diciembre | Semana 6 - 13 al 19 de diciembre | Semana 6 - 13 al 19 de diciembre | Semana 6 - 13 al 19 de diciembre |
| Visitante                        | Resultado                        | Local                            | Estadio                          | Fecha                            | Hora                             |
| -------------------------------- | -------------------------------- | -------------------------------- | -------------------------------- | -------------------------------- | -------------------------------- |
| Gigantes                         | 3 : 8                            | Tigres                           | Édgar Rentería, Barranquilla     | 14 de diciembre                  | 14:30                            |
| Vaqueros                         | 6 : 7                            | Caimanes                         | Édgar Rentería, Barranquilla     | 14 de diciembre                  | 20:00                            |
| Vaqueros                         | 9 : 3                            | Tigres                           | Édgar Rentería, Barranquilla     | 15 de diciembre                  | 14:30                            |
| Caimanes                         | 1 : 3                            | Gigantes                         | Édgar Rentería, Barranquilla     | 15 de diciembre                  | 19:30                            |
| Gigantes                         | 7 : 6                            | Vaqueros                         | Édgar Rentería, Barranquilla     | 17 de diciembre                  | 14:30                            |
| Caimanes                         | 12 : 2                           | Tigres                           | Édgar Rentería, Barranquilla     | 17 de diciembre                  | 20:00                            |
| Caimanes                         | 8 : 2                            | Vaqueros                         | Édgar Rentería, Barranquilla     | 18 de diciembre                  | 13:00                            |
| Tigres                           | 1 : 8                            | Gigantes                         | Édgar Rentería, Barranquilla     | 18 de diciembre                  | 18:00                            |
| Gigantes                         | 4 : 6                            | Caimanes                         | Édgar Rentería, Barranquilla     | 19 de diciembre                  | 12:00                            |
| Tigres                           | 2 : 7                            | Vaqueros                         | Édgar Rentería, Barranquilla     | 19 de diciembre                  | 17:00                            |

| Semana 7 - 21 al 28 de diciembre | Semana 7 - 21 al 28 de diciembre | Semana 7 - 21 al 28 de diciembre | Semana 7 - 21 al 28 de diciembre | Semana 7 - 21 al 28 de diciembre | Semana 7 - 21 al 28 de diciembre |
| Visitante                        | Resultado                        | Local                            | Estadio                          | Fecha                            | Hora                             |
| -------------------------------- | -------------------------------- | -------------------------------- | -------------------------------- | -------------------------------- | -------------------------------- |
| Vaqueros                         | 7 : 1                            | Gigantes                         | Édgar Rentería, Barranquilla     | 21 de diciembre                  | 14:30                            |
| Tigres                           | 4 : 13                           | Caimanes                         | Édgar Rentería, Barranquilla     | 21 de diciembre                  | 20:00                            |
| Vaqueros                         | 3 : 11                           | Caimanes                         | Édgar Rentería, Barranquilla     | 22 de diciembre                  | 14:30                            |
| Gigantes                         | 11 : 3                           | Tigres                           | Édgar Rentería, Barranquilla     | 22 de diciembre                  | 19:30                            |
| Vaqueros                         | 4 : 9                            | Caimanes                         | Édgar Rentería, Barranquilla     | 23 de diciembre                  | 14:30                            |
| Gigantes                         | 10 : 1                           | Tigres                           | Édgar Rentería, Barranquilla     | 23 de diciembre                  | 19:30                            |
| Vaqueros                         | 11 : 2                           | Tigres                           | Édgar Rentería, Barranquilla     | 26 de diciembre                  | 12:00                            |
| Caimanes                         | 2 : 4                            | Gigantes                         | Édgar Rentería, Barranquilla     | 26 de diciembre                  | 17:00                            |
| Gigantes                         | 8 : 3                            | Vaqueros                         | Édgar Rentería, Barranquilla     | 27 de diciembre                  | 14:30                            |
| Caimanes                         | 13 : 0                           | Tigres                           | Édgar Rentería, Barranquilla     | 27 de diciembre                  | 19:30                            |
| Tigres                           | 3 : 4                            | Gigantes                         | Édgar Rentería, Barranquilla     | 28 de diciembre                  | 14:30                            |
| Caimanes                         | 5 : 9                            | Vaqueros                         | Édgar Rentería, Barranquilla     | 28 de diciembre                  | 20:00                            |

## Round Robin
Disputado por los 3 primeros de la fase anterior a partir del 2 de enero al 15 de enero de 2022.

### Posiciones Round Robin
| Pos | Equipo                   | J | V | D | Avg  | PD |
| --- | ------------------------ | - | - | - | ---- | -- |
| 1.  | Vaqueros de Montería     | 6 | 5 | 1 | .833 | 0  |
| 2.  | Caimanes de Barranquilla | 6 | 4 | 2 | .667 | 1  |
| 3.  | Gigantes de Barranquilla | 6 | 0 | 6 | .000 | 5  |

|  | Clasificado a la final del campeonato. |
|  | Eliminado del torneo.                  |

| Round Robin - 2 al 12 de enero | Round Robin - 2 al 12 de enero | Round Robin - 2 al 12 de enero | Round Robin - 2 al 12 de enero | Round Robin - 2 al 12 de enero | Round Robin - 2 al 12 de enero |
| Visitante                      | Resultado                      | Local                          | Estadio                        | Fecha                          | Hora                           |
| ------------------------------ | ------------------------------ | ------------------------------ | ------------------------------ | ------------------------------ | ------------------------------ |
| Gigantes                       | 2 : 8                          | Vaqueros                       | Édgar Rentería, Barranquilla   | 2 de enero                     | 17:00                          |
| Gigantes                       | 2 : 6                          | Caimanes                       | Édgar Rentería, Barranquilla   | 3 de enero                     | 19:30                          |
| Vaqueros                       | 11 : 5                         | Caimanes                       | Édgar Rentería, Barranquilla   | 4 de enero                     | 19:30                          |
| Vaqueros                       | 16 : 4                         | Gigantes                       | Édgar Rentería, Barranquilla   | 7 de enero                     | 19:30                          |
| Caimanes                       | 5 : 2                          | Gigantes                       | Édgar Rentería, Barranquilla   | 8 de enero                     | 18:00                          |
| Caimanes                       | 6 : 4                          | Vaqueros                       | Édgar Rentería, Barranquilla   | 9 de enero                     | 17:00                          |
| Gigantes                       | 8 : 14                         | Vaqueros                       | Édgar Rentería, Barranquilla   | 10 de enero                    | 17:00                          |
| Gigantes                       | 2 : 9                          | Caimanes                       | Édgar Rentería, Barranquilla   | 11 de enero                    | 19:30                          |
| Caimanes                       | 4 : 5                          | Vaqueros                       | Édgar Rentería, Barranquilla   | 12 de enero                    | 19:30                          |

## Final
| Final - 15 al 23 de enero | Final - 15 al 23 de enero | Final - 15 al 23 de enero | Final - 15 al 23 de enero    | Final - 15 al 23 de enero | Final - 15 al 23 de enero |
| Visitante                 | Resultado                 | Local                     | Estadio                      | Fecha                     | Hora                      |
| ------------------------- | ------------------------- | ------------------------- | ---------------------------- | ------------------------- | ------------------------- |
| Caimanes                  | 2 : 3                     | Vaqueros                  | Édgar Rentería, Barranquilla | 15 de enero               | 18:00                     |
| Caimanes                  | 6 : 3                     | Vaqueros                  | Édgar Rentería, Barranquilla | 16 de enero               | 17:00                     |
| Vaqueros                  | 7 : 9                     | Caimanes                  | Édgar Rentería, Barranquilla | 18 de enero               | 19:30                     |
| Vaqueros                  | 5 : 6                     | Caimanes                  | Édgar Rentería, Barranquilla | 19 de enero               | 19:30                     |
| Vaqueros                  | 3 : 4                     | Caimanes                  | Édgar Rentería, Barranquilla | 20 de enero               | 19:30                     |

| Colombia                         |
| Campeón Caimanes de Barranquilla |
| Décimo segundo título            |